# Takumi Minamino
Takumi Minamino (南野 拓実, Minamino Takumi, Izumisano, 16 januari 1995) is een Japans profvoetballer die doorgaans als aanvaller speelt. Hij verruilde Liverpool in februari 2021 op huurbasis voor Southampton, waar de Japanse flankaanvaller een contract tot medio 2021 tekende. Liverpool betaalde aan Red Bull Salzburg de afkoopsom die in zijn contract stond (€8.500.000,-). In de zomer 2022 heeft AS Monaco de aanvaller voor 15 mln euro overgenomen van Liverpool. Minamino debuteerde in 2015 in het Japans voetbalelftal.

## Carrière

### Cerezo Osaka
In 2007 trad Takumi Minamino toe tot Cerezo Osaka onder 15 en doorliep hij de jeugdopleiding. Op 17 november 2012 maakte hij op 17-jarige leeftijd zijn J1 League-debuut voor Cerezo Osaka tegen Omiya Ardija. Hij scoorde zijn eerste J1 League-doelpunt voor Cerezo op 6 juli 2013 in een wedstrijd tegen Jubilo Iwata. Begin 2012 werkte Minamino een proefperiode af bij Feyenoord Minamino ontving op 10 december 2013 de prijs voor Beste jonge speler tijdens de J.League Awards van 2013.

### Red Bull Salzburg
Op 7 januari 2015 tekende Minamino een driejarig contract bij Red Bull Salzburg, met de optie voor een jaar extra. In februari 2018 verlengde de club zijn contract met drie jaar. Hij kwam in 5,5 seizoen tot 204 wedstrijden voor de club, waarin hij 67 keer scoorde. Hij werd elk seizoen kampioen van Oostenrijk met Red Bull Salzburg. Ook won hij vier keer de beker.

### Liverpool
In januari 2020 tekende Minamino een vierjarig contract bij Liverpool. Hij werd hierdoor de eerste Japanner ooit die voor de club ging spelen. In zijn eerste seizoen werd Liverpool met een straatlengte voorsprong kampioen van de Premier League. Hij kwam zelf veertien wedstrijden dat seizoen, maar scoorde niet. Het seizoen erop scoorde hij in de Premier League, de EFL Cup en de Champions League. Toch kwam hij voornamelijk als invaller in het veld.

### Verhuurd aan Southampton
In februari 2021 werd Minamino voor een halfjaar verhuurd aan Southampton.

### Monaco
Op 28 juni 2022 maakte Monaco bekend dat Minamino een vierjarig contract heeft getekend tot juni 2026.

## Statistieken
| Seizoen | Club              | Competitie     | Competitie | Competitie | Beker | Beker | Europees | Europees | Totaal | Totaal |
| Seizoen | Club              | Competitie     | Wed.       | Dlp.       | Wed.  | Dlp.  | Wed.     | Dlp.     | Wed.   | Dlp.   |
| ------- | ----------------- | -------------- | ---------- | ---------- | ----- | ----- | -------- | -------- | ------ | ------ |
| 2011/12 | Cerezo Osaka      | J1 League      | 3          | 0          | 2     | 0     | —        | —        | 5      | 0      |
| 2012/13 | Cerezo Osaka      | J1 League      | 29         | 5          | 9     | 3     | —        | —        | 38     | 8      |
| 2013/14 | Cerezo Osaka      | J1 League      | 30         | 2          | 5     | 4     | —        | —        | 35     | 6      |
| 2014/15 | Red Bull Salzburg | Bundesliga     | 14         | 3          | 2     | 0     | 1        | 0        | 17     | 3      |
| 2015/16 | Red Bull Salzburg | Bundesliga     | 32         | 10         | 6     | 2     | 2        | 1        | 40     | 13     |
| 2016/17 | Red Bull Salzburg | Bundesliga     | 21         | 11         | 5     | 3     | 10       | 3        | 36     | 17     |
| 2017/18 | Red Bull Salzburg | Bundesliga     | 28         | 7          | 4     | 1     | 12       | 3        | 44     | 11     |
| 2018/19 | Red Bull Salzburg | Bundesliga     | 27         | 6          | 5     | 3     | 13       | 5        | 45     | 14     |
| 2019/20 | Red Bull Salzburg | Bundesliga     | 14         | 5          | 2     | 2     | 6        | 2        | 22     | 9      |
| 2019/20 | Liverpool         | Premier League | 10         | 0          | 3     | 0     | 1        | 0        | 14     | 0      |
| 2020/21 | Liverpool         | Premier League | 9          | 1          | 4     | 3     | 4        | 0        | 17     | 4      |
| 2020/21 | →Southampton      | Premier League | 10         | 2          | 0     | 0     | 0        | 0        | 10     | 2      |
| 2022/23 | Monaco            | Ligue 1        | 0          | 0          | 0     | 0     | 0        | 0        | 0      | 0      |
| TOTAAL  | TOTAAL            | TOTAAL         | 223        | 52         | 45    | 21    | 49       | 14       | 319    | 87     |

Bijgewerkt tot en met 5 augustus 2022.

## Interlands
| Japans voetbalelftal | Japans voetbalelftal | Japans voetbalelftal |
| Jaar                 | Wed.                 | Dlp.                 |
| -------------------- | -------------------- | -------------------- |
| 2015                 | 2                    | 0                    |
| 2016                 | 0                    | 0                    |
| 2017                 | 0                    | 0                    |
| 2018                 | 5                    | 4                    |
| 2019                 | 15                   | 7                    |
| 2020                 | 4                    | 1                    |
| 2021                 | 2                    | 0                    |
| Totaal               | 28                   | 12                   |

## Erelijst
Red Bull Salzburg
- Bundesliga: 2014/15, 2015/16, 2016/17, 2017/18, 2018/19
- ÖFB-Cup: 2014/15, 2015/16, 2016/17, 2018/19

 Liverpool
- Premier League: 2019/20
- FA Cup: 2021/22
- EFL Cup: 2021/22

 Japan onder 23
- AFC U-23 Asian Cup: 2016